# Wuppertal (nave meteorologica)
La Wuppertal fu una nave meteorologica costruita nel 1927, che fu incorporata nella Kriegsmarine il 17 settembre 1939 e vi rimase fino al gennaio 1945.
Ex "Albert Ballin", ex "HC 191", di tipo peschereccio, era già di proprietà della "Nordsee Deutsche, Hochseefischerei AG", di base nel porto di Cuxhaven, aveva un equipaggio di 17 marinai e 4 meteorologi.
Ufficialmente non partecipò a nessuna operazione artica, anche se, forse, con molta probabilità, operò come nave spia sotto la copertura di "Vorpostenboot V 1305".
Comunque oggi, da documenti declassificati, sappiamo che partecipò all'"Operazione Zugvogel" ("Unternehme Zugvogel") tra il settembre 1944 al gennaio 1945, come stazione meteo galleggiante vicino alla zona dei ghiacci tra la Groenlandia e le isole Spitzbergen. 
Con molta probabilità affondata con tutto l'equipaggio durante una tempesta nel gennaio 1945.